# Пыркина, Анна Рудольфовна
Анна Рудольфовна Пыркина (род. 1969) — российский конник.

## Биография
Родилась в городе Ярославле 23 марта 1969 года. Конным спортом занимается с 11 лет, первый тренер — Г. П. Волкова. Образование высшее.
Мастер спорта. Член сборной России по конному спорту. Выступает за СДЮШОР Ярославля, является её директором. Нынешний тренер — В. Я. Волков.
Обладательница Кубка Президента России по выездке 2009 года (лошадь Бовари ганноверской породы). Чемпионка России 2010 года по выездке (конь Гульден тракенской породы).
Муж — спортсмен и тренер.